# Barbara Kondrat
Barbara Kondrat (ur. 19 sierpnia 1950 w Wysokiem Mazowieckiem) – polska ekonomistka, urzędniczka państwowa, w latach 2006–2008 podsekretarz stanu w resortach związanych z infrastrukturą.

## Życiorys
Ukończyła studia w Szkole Głównej Planowania i Statystyki. Od 1972 do 1992 była zatrudniona w Głównym Urzędzie Statystycznym. Następnie przez pięć lat była m.in. doradcą ministra finansów i ekspertem OECD. W latach 1997–2002 pełniła funkcję wiceprezesa GUS. W okresie 2003–2006 była zastępcą ambasadora w Stałym Przedstawicielstwie RP przy OECD.
Od 11 stycznia 2006 do 6 maja 2006 pełniła funkcję podsekretarza stanu w Ministerstwie Transportu i Budownictwa, od 8 maja 2006 do 30 listopada 2007 zajmowała stanowisko podsekretarza stanu w Ministerstwie Transportu, a następnie do 3 kwietnia 2008 w Ministerstwie Infrastruktury.